# Erich Hable
Erich Johann Hable (* 14. März 1911 in Trieben; † 2. Juli 2001 auf der Stolzalpe) war ein österreichischer Lehrer und Ornithologe.

## Leben
Erich Hable wurde am 14. März 1911 als Sohn des Friseurs Anton Hable (* 23. April 1873) und dessen Ehefrau Hedwig Ursula (geborene Angelis; * 31. August 1878) in Trieben geboren und am 20. März 1911 auf den Namen Erich Johann getauft. Seine Eltern hatten am 9. Jänner 1899 in der Pfarre Sankt Lorenzen im Paltental geheiratet. Sein Vater war der erste selbstständige Friseur in Trieben und hatte sein Geschäft auf der Adresse Trieben 26 (vulgo Fleischhacker), dem Geburtshaus seines Sohnes. Davor hatte der Vater in Mautern in Steiermark als Friseur gearbeitet. Spätestens ab 1906 dürfte er dann in Trieben ansässig geworden sein. Laut Neuer Wiener Friseur-Zeitung, in der er in den folgenden Jahren immer wieder über die Rubrik Offene Stellen Personal suchte, scheint er im März 1908 bereits als Friseur in Trieben auf. Im August 1912 ließ er sein Friseur- und Raseurgewerbe am Standort Trieben 22 aus dem Gewerbeverzeichnis löschen und schien bald darauf als Friseur in Scheifling bei Murau auf. Zumindest einer der Brüder Erich Hables trat in die Fußstapfen des Vaters und wurde mitunter zum Theaterfriseur ausgebildet. Spätestens ab 1926 verrichtete er sein Handwerk in Oberwölz.
Nach dem Besuch der Volks- und Bürgerschule und der Lehrerbildungsanstalt in Graz erhielt Hable 1930 eine Anstellung an der Volksschule Mühlen bei Neumarkt. 1932 erlangte er das Lehrerbefähigungszeugnis und wurde im Sommer 1933 vom Landesschulrat zum Oberlehrer in Schönberg bei Oberwölz ernannt. Am 21. Oktober 1933 wohnten er und seine spätere Ehefrau Alberta Pohlhammer der Eröffnung der Schlattererhütte bei. Bei der Hauptversammlung des Katholischen Landeslehrerverbandes des Jahres 1935 wurde Hable im Gau Murau zum Schriftführer gewählt. Bis 1945 hatte er das Amt des Schönberger Volksschuldirektors inne. Während dieser Zeit legte Hable seine Prüfung für die Funktion eines Leiters an Bäuerlichen Fortbildungsschulen und eine Hauptschulprüfung für Naturgeschichte, Erdkunde und Pädagogik ab und wurde Leiter der Bäuerlichen Fortbildungsschulen in Schönberg und Winklern. Während des Zweiten Weltkrieges wurde Hable als Biologielehrer an die Lehrerbildungsanstalten in Marburg an der Drau und Wagna abberufen und als Gebirgsjäger in Frankreich und Italien eingesetzt. Von 1948 bis zu seiner Pensionierung im Jahr 1976 war Hable Volksschuldirektor in Frojach und gleichzeitig Biologielehrer der Maturaklassen des Musisch-Pädagogischen-Realgymnasiums in Murau. In einem von ihm selbst verfassten Bericht in der Murtaler Zeitung vom 29. Juli 1950 wird Hable als Sachbearbeiter für Naturschutz im Arbeitskreis für Volksbildung und Heimatpflege im Bezirk Murau erwähnt.
Im Jahr 1951 gründete Hable die Arbeitsgemeinschaft für Naturkundelehrer an Pflichtschulen im Bezirk Murau, dessen Leitung er bis in das Jahr 1976 innehatte. Des Weiteren gehörte Hable 1953 zu den Gründungsmitgliedern der Österreichischen Gesellschaft für Vogelkunde, heute BirdLife Österreich, dessen zweiter Vorsitzender er von 1977 bis 1988 war. 1976 gründete er die Bezirksstelle des Österreichischen Naturschutzbundes für den Bezirk Murau, die er bis 1996 leitete.
1961 wurde Hable Naturschutzbeauftragter für den Bezirk Murau. Während seiner 28-jährigen Tätigkeit wurden 50 Naturdenkmäler, sechs Landschaftsschutzgebiete, vier geschützte Landschaftsteile sowie elf Naturschutzgebiete geplant und ausgewiesen. Durch Hables Initiative wurde 1963 die Forschungsstätte Pater Blasius Hanf am Furtnerteich in Mariahof eingerichtet, die er bis 1990 als ehrenamtlicher wissenschaftlicher Leiter führte.
Hable war verheiratet und hatte zwei Töchter. Am 8. August 1938 hatte er in Schönberg-Oberwölz die Volksschullehrerin Alberta Pohlhammer (* 8. Oktober 1909 in Wolfsberg, Kärnten; † 31. Oktober 2002 in Hausmannstätten) kirchlich und einen Tag später in Murau standesamtlich geheiratet. Am 28. Mai 1942 war er aus der römisch-katholischen Kirche aus- und am 13. August 1945 wieder eingetreten.
Zuletzt lebte er in Frojach und starb am 2. Juni 2001 im Alter von 90 Jahren im damaligen Landes-Krankenhaus Stolzalpe auf der Stolzalpe bei Murau.

## Ornithologe und Zoologe
Durch zahlreiche Studienreisen und Exkursionen in der näheren Umgebung der Steiermark vertiefte Hable durch Selbststudium seine Kenntnisse in der Botanik und der Zoologie, vor allen Dingen aber in der Ornithologie.
Hable konnte im steirisch-kärntnerischen Gebiet am Zirbitzkogel und in den Nockbergen den seit hundert Jahren als ausgestorben gegoltenen Mornellregenpfeifer neu nachweisen. Bekanntheit erreichte er durch die Erforschung des Brutverhaltens und des Zugweges in den Alpen. Auch die Entdeckung der ersten Brutkolonie der Felsenschwalbe an der Puxerwand im Puxerloch und des Vorkommens der Birkenmaus in Österreich sind auf Beobachtungen Hables zurückzuführen.
In mehr als 150 Artikeln veröffentlichte Hable seine wissenschaftlichen Beobachtungen im Bereich der Ornithologie und Zoologie. Darüber hinaus war er Mitverfasser der Roten Listen gefährdeter Vögel der Steiermark und Österreichs, Verfasser und Bearbeiter der Steierischen Zentralkartei ornithologischer Daten, der Autorenkartei steirischer Ornithologen und Mitarbeiter am Handbuch der Vögel Mitteleuropas.

## Auszeichnungen
Für sein wissenschaftliches Engagement im Bereich der Ornithologie und dem Naturschutz wurden Hable zahlreiche Ehrungen zuteil.
- 1963 Erzherzog-Johann-Forschungspreis des Landes Steiermark
- 1974 Theodor-Körner-Forschungspreis[18] und die Silbermedaille des WWF am blauen Band
- 1975 Berufstitel Professor durch das Bundesministerium für Unterricht und Kunst
- 1984 Ernennung zum Korrespondenten des Landesmuseums Joanneum
- 1985 Goldene Ehrenzeichen des Landes Steiermark
- 1988 Landesumweltschutzpreis und das Große Goldene Ehrenzeichen des Landes Steiermark
- 1990 Ernennung zum Ehrenbürger der Gemeinde Frojach-Katsch
- 1996 Hanns-Koren-Kulturpreis des Landes Steiermark
- 1998 Eduard-Tratz-Medaille in Gold des Österreichischen Naturschutzbundes[19]

## Schriften
- Von der Felsenschwalbenkolonie am Puxerloch. In: Vogelkundliche Nachrichten aus Österreich. Band 4, 1954, S. 7–8 (zobodat.at [PDF; 339 kB]).
- Vogelkundliche Beobachtungen aus dem Bezirk Murau. In: Mitteilungen des Naturwissenschaftlichen Vereins für Steiermark. Band 85, 1955, S. 81–87 (zobodat.at [PDF; 735 kB; abgerufen am 1. Januar 2022]).
- Zwergschnäpper in den Niederen Tauern. In: Vogelkundliche Nachrichten aus Österreich. Band 5, 1955, S. 10 (zobodat.at [PDF; 287 kB]).
- Vogelzug und Artenanzahl am Furtnerteich (Veränderungen innerhalb eines Jahrhunderts). In: Österreichischer Arbeitskreis für Wildtierforschung. Jahrbuch 1960/61, S. 111–117.
- Zur Seidenschwanz (Bombicylla garrulus)-Invasion in den Alpen im Winter 1965/66. Steiermark. In: Monticola. Band 1, Nr. 9, 1967, S. 79–80 (zobodat.at [PDF; 576 kB; abgerufen am 1. Januar 2022]).
- Pflanzen- und Tierwelt im Gebiet des Puxerloches (Steiermark). In: Die Höhle. Band 19, Nr. 1, 1968, S. 21–24 (zobodat.at [PDF; 1,6 MB; abgerufen am 1. Januar 2022]).
- Der Mornellregenpfeifer (Eudromias morinellus) in Kärnten. In: Carinthia II. Band 83, 1973, S. 603–608 (zobodat.at [PDF; 1,3 MB; abgerufen am 1. Januar 2022]).
- Eudromias morinellus (Linné 1758) – Mornell. In: Urs N. Glutz von Blotzheim, K. Bauer; Einhard Bezzel (Hrsg.): Handbuch der Vögel Mitteleuropas. Band 6. Akademische Verl.-Ges., Wiesbaden 1975, S. 281–313.
- Eine steirische Zentralkartei ornithologischer Daten (Aves). In: Mitteilungen der Abteilung für Zoologie am Landesmuseum Joanneum in Graz. Band 8, Nr. 2, 1979, S. 69–83 (zobodat.at [PDF; 1,8 MB; abgerufen am 1. Januar 2022]).
  - Ergänzungen, Nachträge und Berichtigungen zu „Eine steirische Zentralkartei ornithologischer Daten“ (1979). In: Mitteilungen der Abteilung für Zoologie am Landesmuseum Joanneum in Graz. Band 41, 1988, S. 9–13 (zobodat.at [PDF; 511 kB; abgerufen am 1. Januar 2022]).
- Zwanzig Jahre Forschungsstätte „Pater Blasius HANF“ am Furtnerteich, Gemeinde Mariahof in der Steiermark. In: Mitteilungen der Abteilung für Zoologie am Landesmuseum Joanneum in Graz. Band 32, 1984, S. 1–16 (zobodat.at [PDF; 3,4 MB; abgerufen am 1. Januar 2022]).
- Faunistische Literatur der Steiermark: (1761–1986). Österr. Naturschutzbund, Landesgruppe Steiermark, Graz 1987, S. 187 (mit Johann Gapp, Erich Kreissl).
- Die Birkenmaus, Sicista betulina PALLAS, 1779 (Mammalia, Rodentia) in Österreich. In: Mitteilungen der Abteilung für Zoologie am Landesmuseum Joanneum in Graz. Band 43, 1989, S. 3–22 (zobodat.at [PDF; 4,4 MB; abgerufen am 1. Januar 2022] mit Friederike Spitzenberger).
- Zur Vogelwelt des oberen Görtschitztales und des Hörfeldes in Kärnten und Steiermark. In: Carinthia II. Band 185/105, 1995, S. 9–41 (zobodat.at [PDF; 16,7 MB; abgerufen am 1. Januar 2022] mit Siegfried Präsent).